# TF6
TF6 là Kênh Giải trí tổng hợp của Pháp hướng đến đối tượng khán giả là những người trẻ tuổi. Kênh được phát sóng từ ngày 18 tháng 12 năm 2000 đến ngày 31 tháng 12 năm 2014. Việc lượng người xem giảm sút kể từ năm 2009 và sự thất bại của truyền hình trả tiền thông qua truyền hình kỹ thuật số mặt đất là những nguyên nhân khiến kênh dừng phát sóng.

## Lịch sử
TF6 được thành lập vào tháng 12 năm 2000 bởi M6 và TF1 khi họ quyết định kết hợp hai kênh cạnh tranh của mình trên dịch vụ vệ tinh TPS, nơi mà họ là hai đồng cổ đông. Việc sáp nhập này đã khiến hai tập đoàn tạo ra một công ty chung tích hợp TF6 và SerieClub đều với 50%. Điều đó cho phép kênh mới tận dụng danh mục phim bộ và phim của hai chủ sở hữu, đề xuất ưu đãi phong phú hơn. Vào ngày 24 tháng 4 năm 2014, TF1 và M6 thông báo dừng phát sóng kênh TF6 do lượng người xem thấp kể từ năm 2009. Kênh dừng phát sóng vào ngày 31 tháng 12 năm 2014 lúc 23:59, sử dụng bài hát Love Me Again trong thời khắc cuối cùng. SerieClub sau đó thay thế TF6 trên Canalsat Caraïbes.

## Các nhân vật chủ chốt
Chủ tịch Hội đồng quản trị: 
- Laurent Solly

Tổng Giám đốc: 
- Vincent Broussard

Phó Tổng Giám đốc: 
- Thomas Crosson

## Số vốn
TF6 có số vốn trị giá 80.000 euro, được nắm giữ với sự tương đương của nhóm TF1 và M6.

## Chương trình
Các chương trình của TF6 hướng đến những người trẻ tuổi, bao gồm các chương trình truyền hình thực tế, giải trí, phim và tạp chí.
Một số chương trình bao gồm:
- 24 (24 heures chrono)
- Cold Case (Cold Case : Affaires classées)
- Gossip Girl
- Law & Order (New York, police judiciaire)
- Nashville
- New Girl
- Nikita
- The Oblongs
- The O.C. (Newport Beach)
- Supernatural
- Thị trấn Smallville
- Special Unit 2
- Terminator: The Sarah Connor Chronicles (Terminator : Les Chroniques de Sarah Connor)